# Óscar García Pérez
Pour les articles homonymes, voir García.
Oscar Manuel García Pérez, né le 23 décembre 1966 à La Havane, est un escrimeur cubain, naturalisé Belge. Il est spécialiste du fleuret, arme avec laquelle il a combattu aux Jeux olympiques à trois reprises et décroché deux médailles par équipes.

## Palmarès
- Jeux olympiques
  -  Médaille d'argent par équipes aux Jeux olympiques de 1992 à Barcelone[2]
  -  Médaille de bronze par équipes aux Jeux olympiques de 1996 à Atlanta[3]

- Championnats du monde
  -  Médaille d'or par équipes aux championnats du monde d'escrime 1995 à La Haye[4]
  -  Médaille d'or par équipes aux championnats du monde d'escrime 1991 à Budapest
  -  Médaille d'argent par équipes aux championnats du monde d'escrime 1997 au Cap
  -  Médaille de bronze par équipes aux championnats du monde d'escrime 2001 à Nîmes
  -  Médaille de bronze aux championnats du monde d'escrime 1994 à Athènes
  -  Médaille de bronze par équipes aux championnats du monde d'escrime 1983 à Vienne